# Kempens Bekken

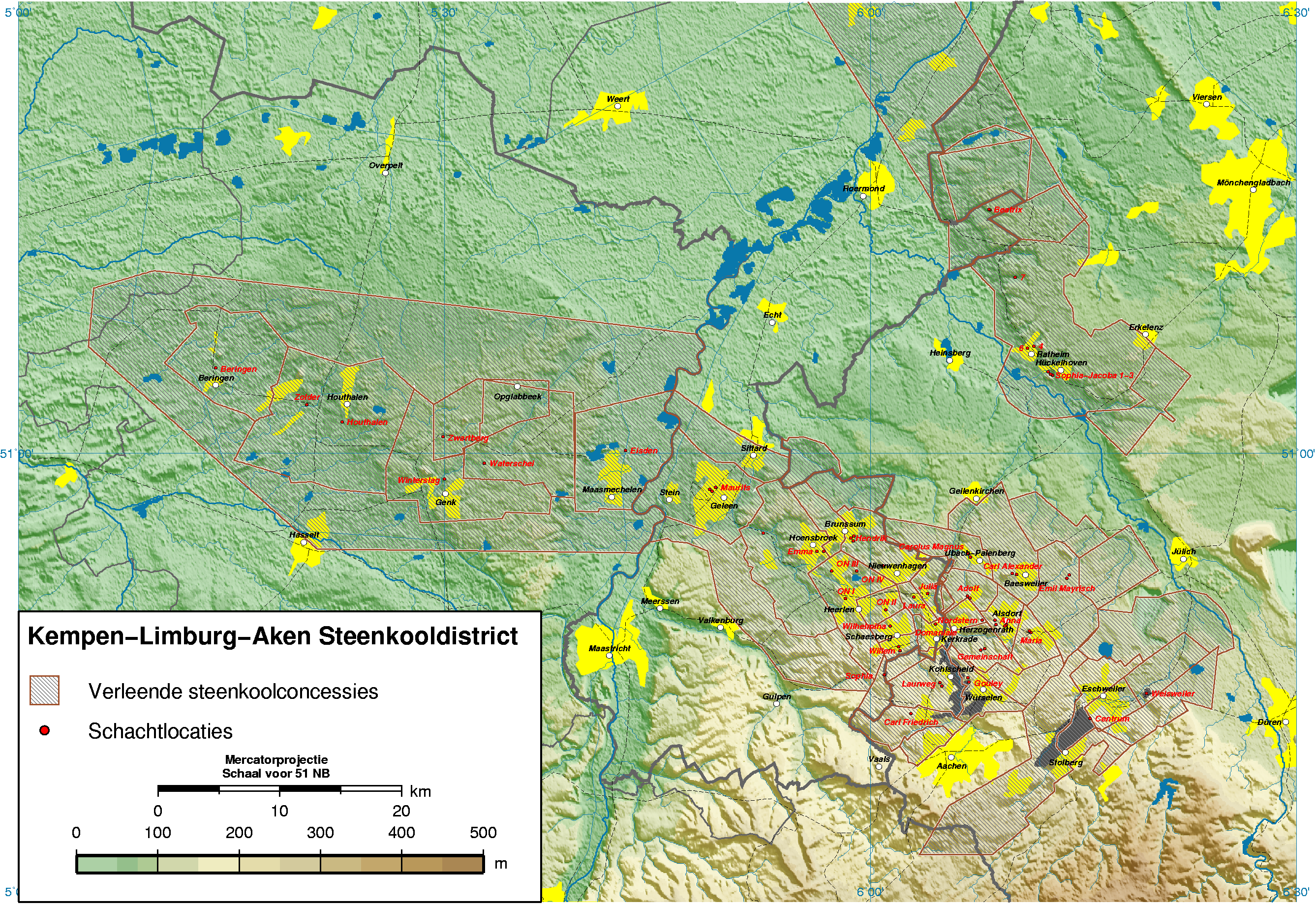
Steenkoolconcessies in de Kempen, Nederlands Zuid-Limburg en het Akens Steenkooldistrict

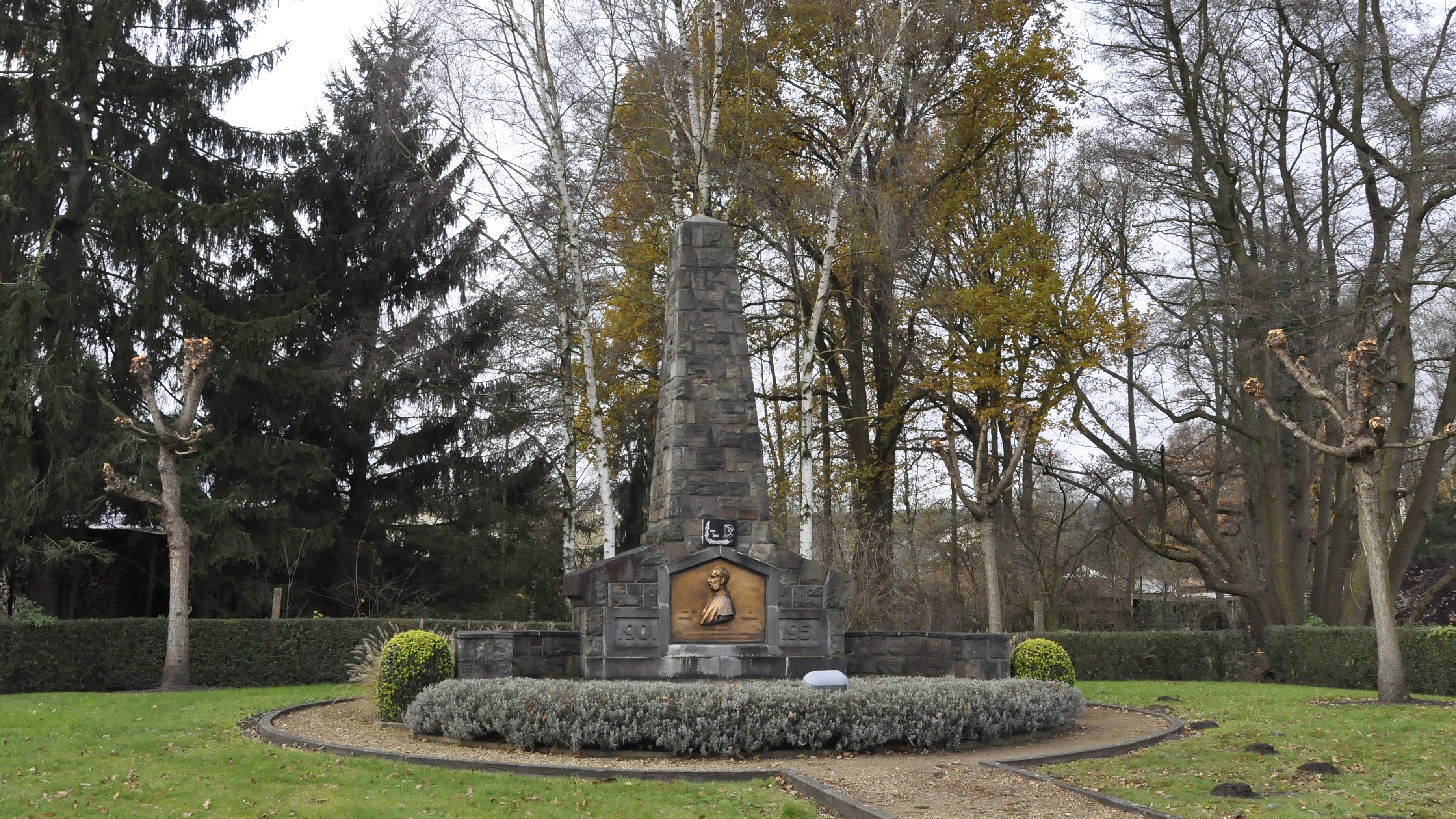
Gedenkteken voor André Dumont die op deze plek in As voor het eerst steenkool aanboorde in Limburg

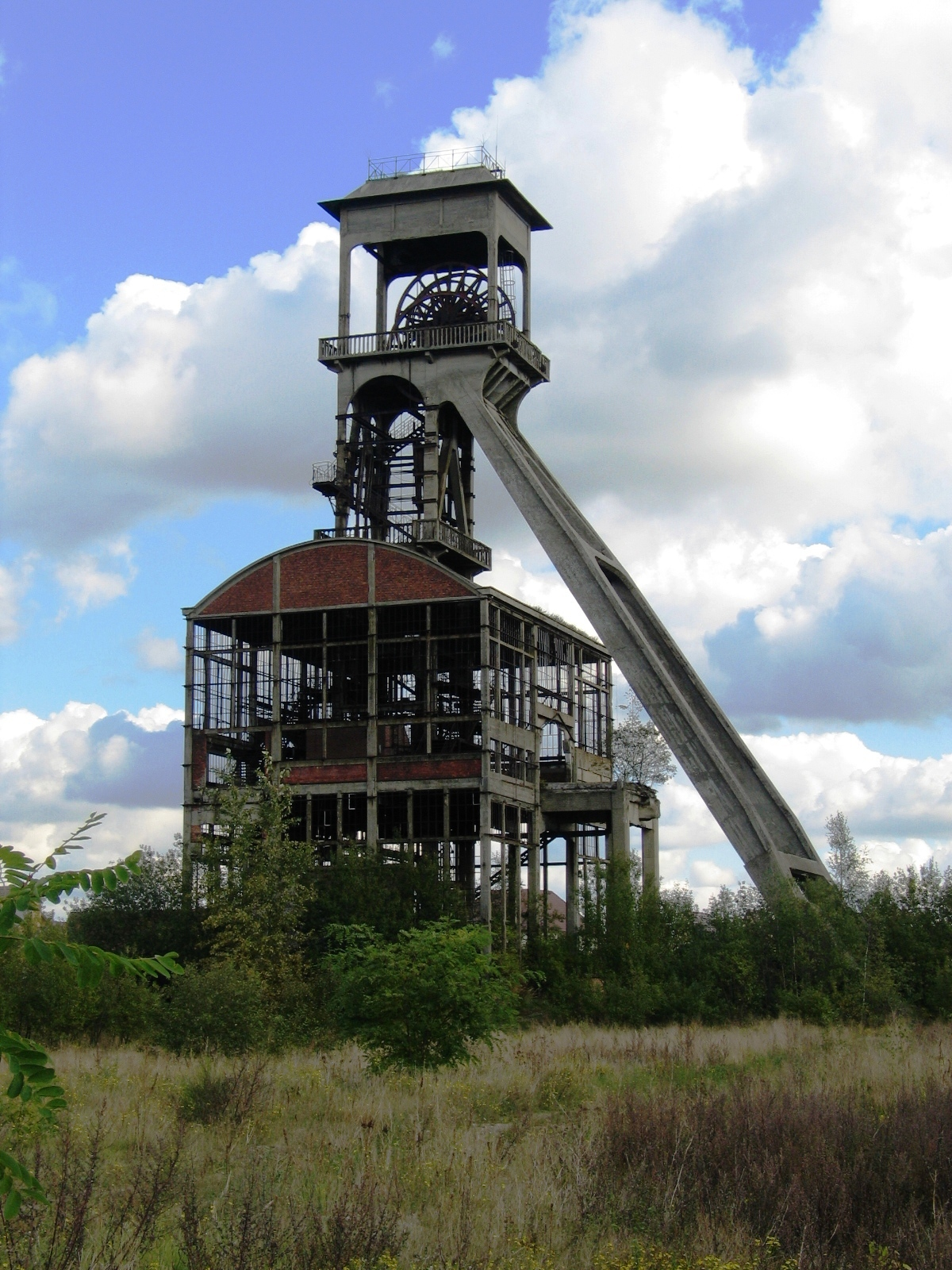
Een schachtbok te Eisden

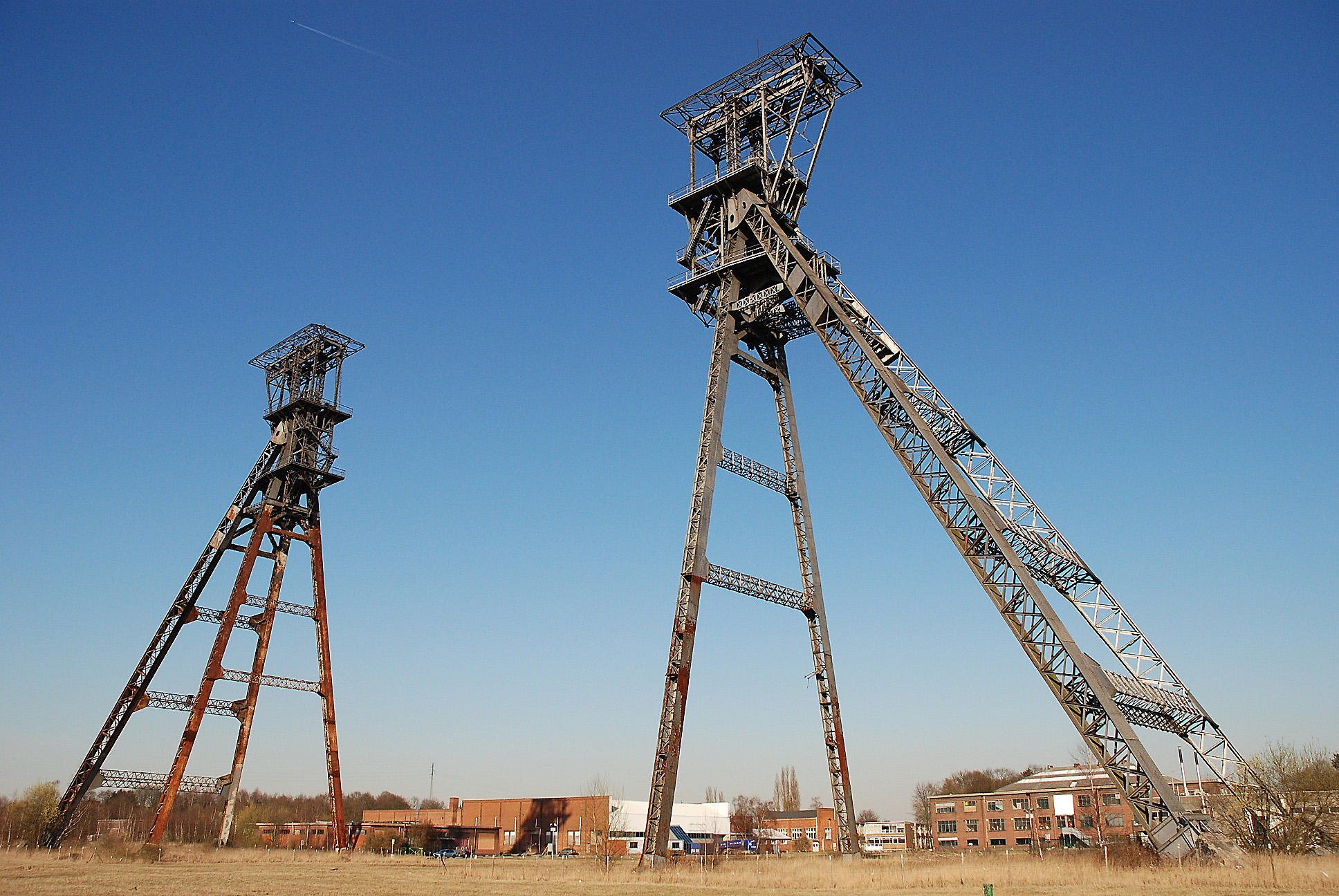
De schachtbokken te Houthalen

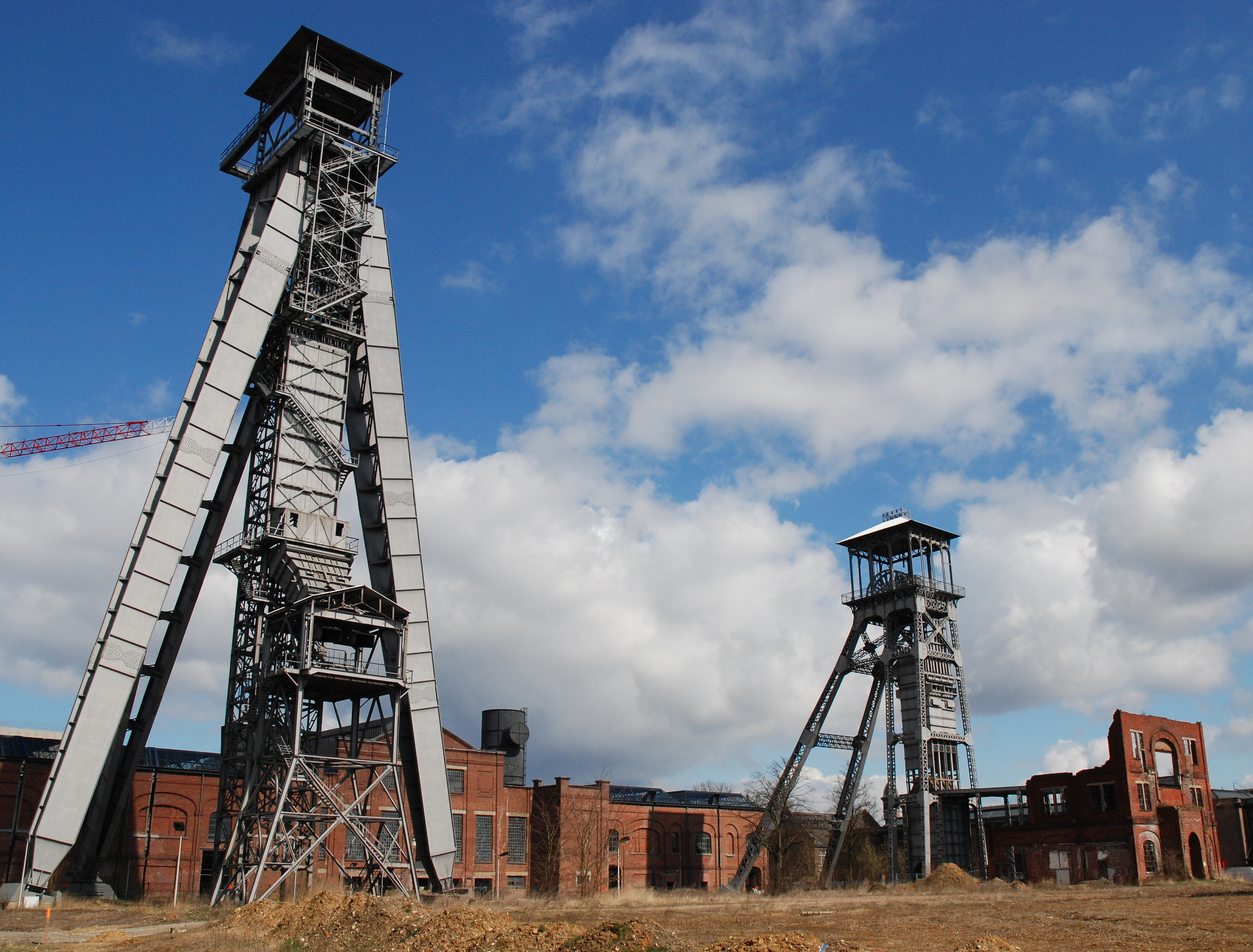
De schachtbokken te Winterslag

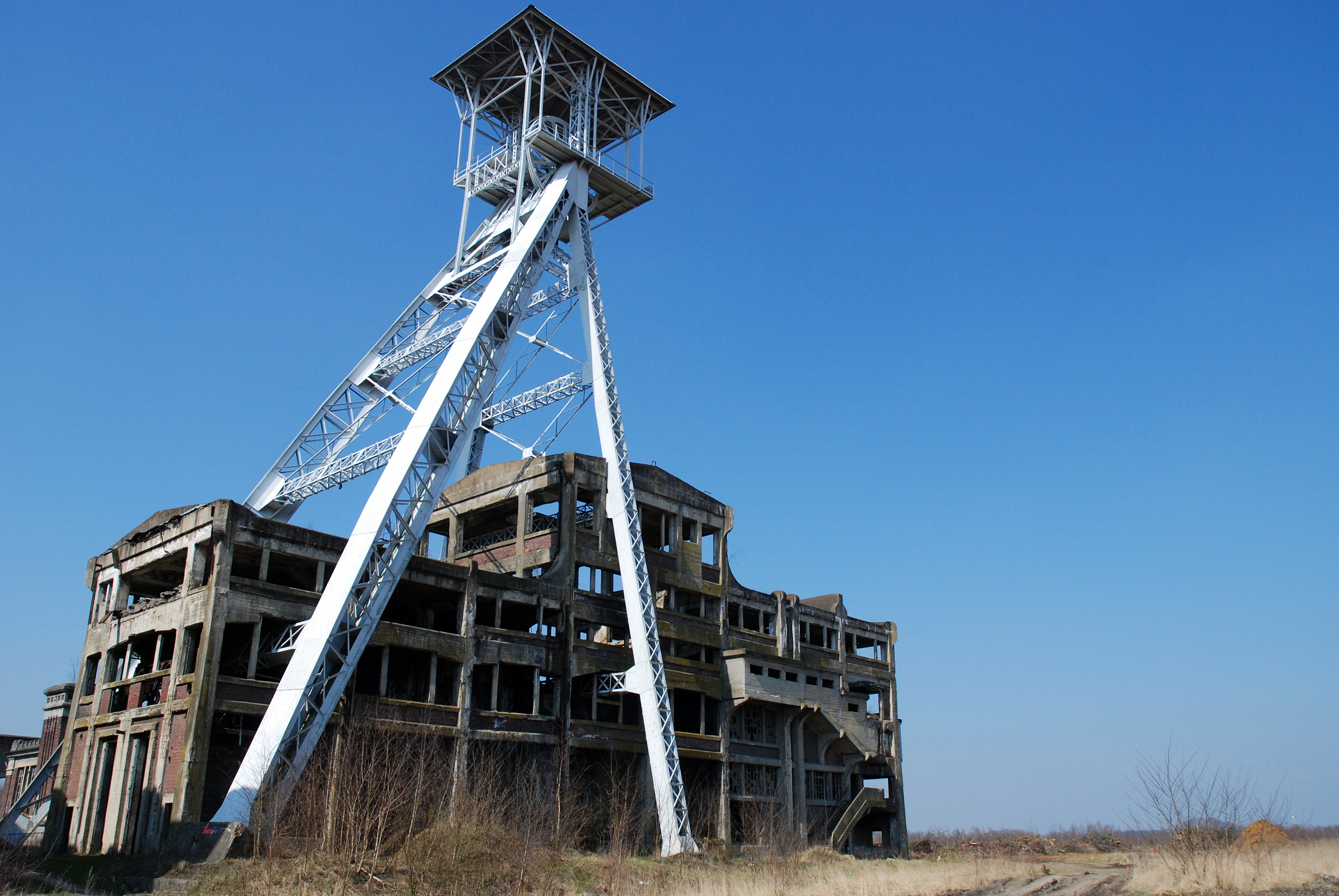
De schachtbok te Waterschei

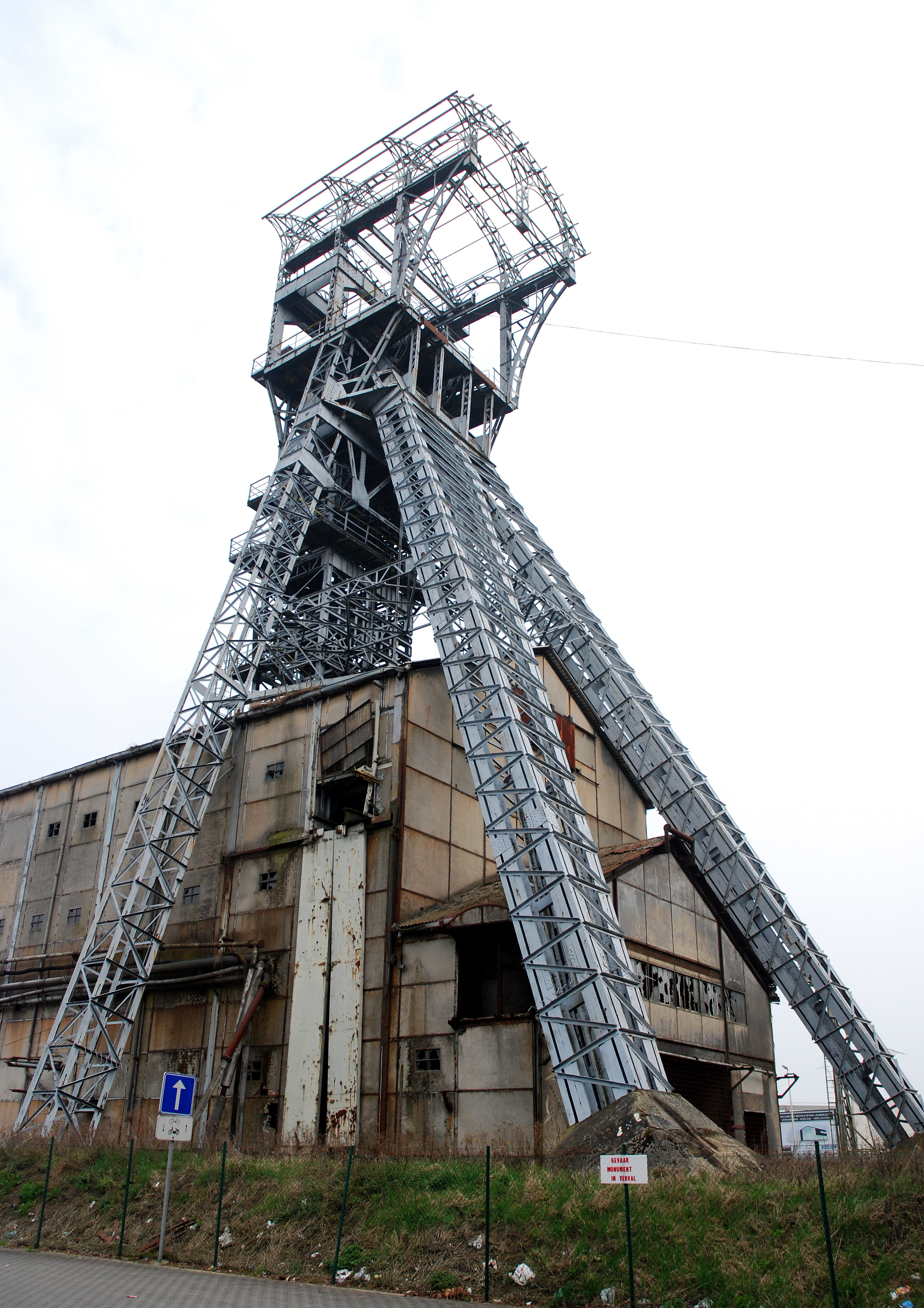
De schachtbok te Zolder

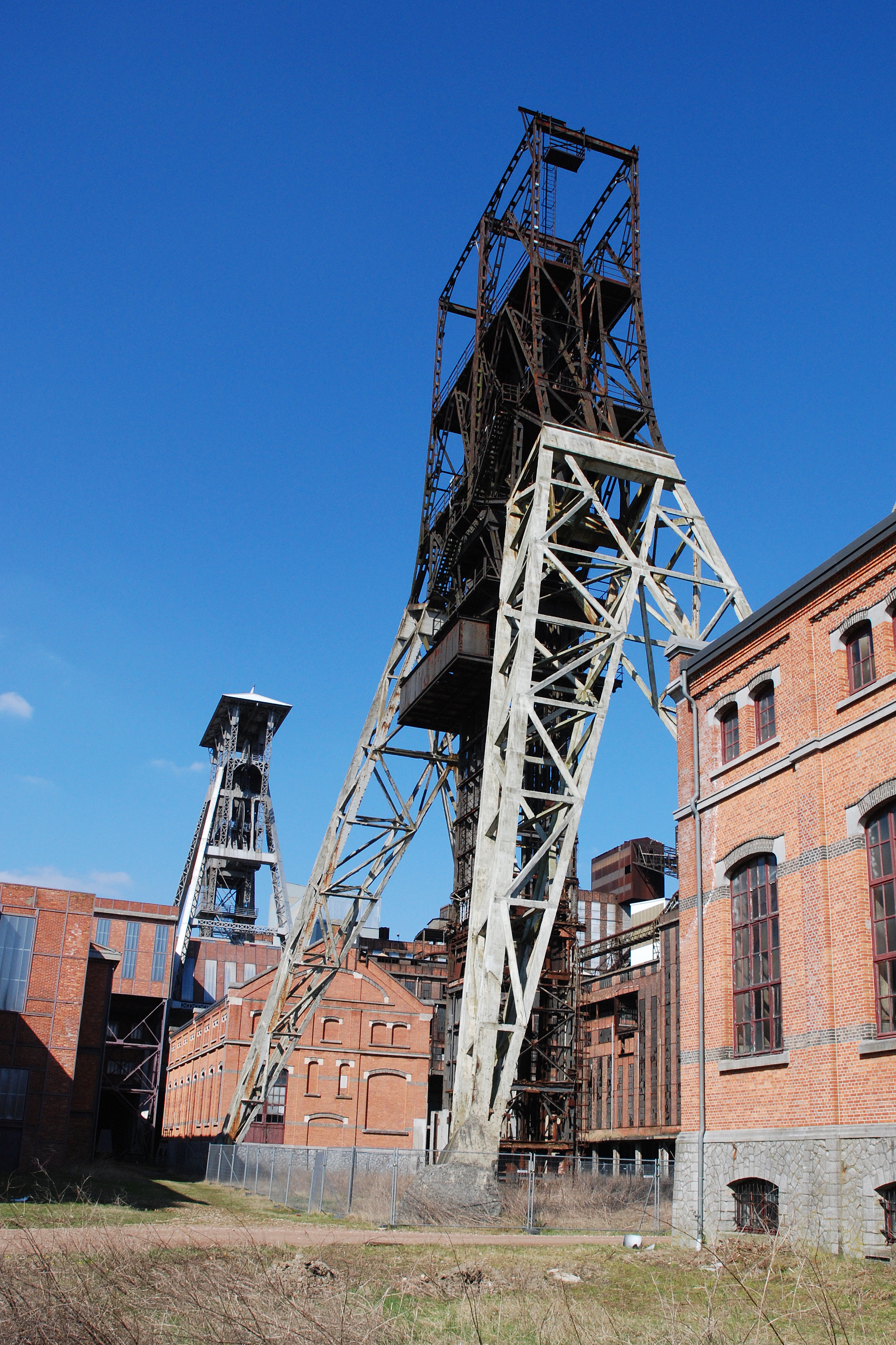
De schachtbokken te Beringen

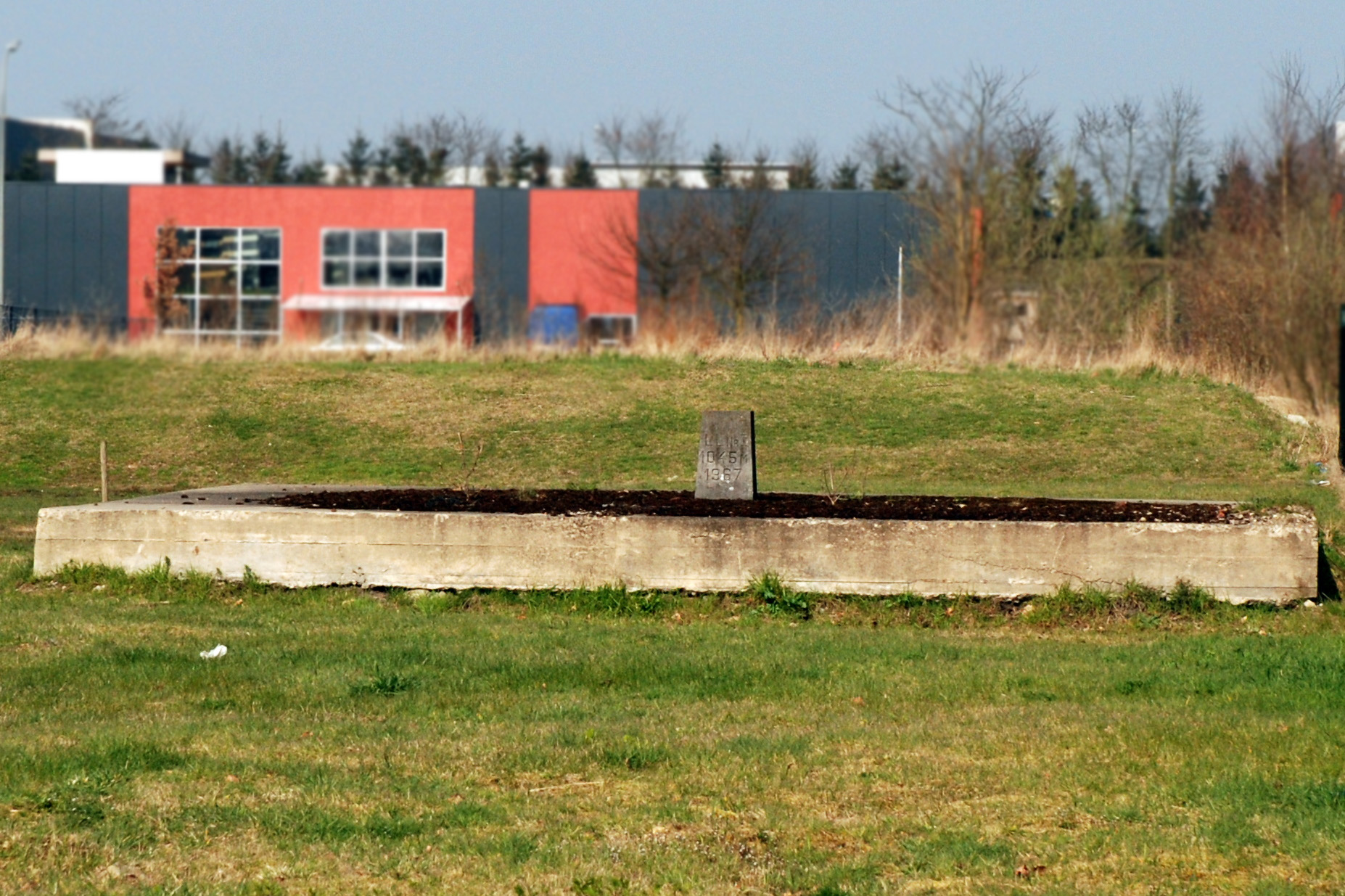
Steen die de plaats aanduidt waar ooit een schachtbok te Zwartberg stond

Het Kempens steenkoolbekken is een gebied in de Belgische provincie Limburg, waar steenkool werd ontdekt in 1901. Het bekken leverde hoofdzakelijk vette steenkool die vooral geschikt was voor gebruik in de zware industrie en vooral afgenomen werd door de Belgische staalproductie in Luik en de Borinage. De exploitatie gebeurde in zeven Kempense mijnzetels.

## Geologische setting
Het Kempens steenkoolbekken maakt deel uit van het grotere Bekken van de Kempen, dat zich uitstrekt vanaf Antwerpen tot Maastricht en alles ten noorden daarvan. Enkel in het zuidoosten van dit geologisch bekken, en dan voornamelijk op de subeenheid van het Kempen Blok, werd in het begin van de 20e eeuw op voldoende grote schaal ontginbare steenkool aangetroffen.

## Het 19de-eeuwse Limburg
De scheiding van de beide Limburgen sneed de bewoners van Belgisch Limburg af van de groeipool Maastricht. Ze geraakten aangewezen op Luik. Ze behoorden tot het bisdom Luik tot in de jaren 1860 en voor hun hogere rechtspraak moesten ze ook in Luik terecht. Dat waren factoren die de ontwikkeling van een eigen elite belette. Alleen in het zuiden van de provincie was er industrie aanwezig zodat het socialisme alleen daar moeizaam doordrong. In de rest van de provincie hadden de clerus en de adel het nog voor het zeggen.

## De ontdekking
De toegenomen vraag naar brandstof als gevolg van de sterk gestegen industrialisering van Europa zorgden voor omstandigheden om ook in Vlaanderen naar steenkool te zoeken. Alhoewel reeds in 1806 twee Franse mijningenieurs, de gebroeders Castiau, afkomstig uit Luik, in Meilegem zonder succes naar steenkool hadden gezocht, duurde het tot de jaren negentig van de 19e eeuw vooraleer de zoektocht werd hervat.
Guillaume Lambert en André Dumont speelden een belangrijke rol bij de ontdekking van het steenkoolbekken. Dumont verzamelde de nodige fondsen om met een proefboring te starten. In 1897 hadden Valentin Putsage en Jules Urban al vruchteloos geboord in Lanaken; de ontdekking daar van lagen van het Carboon die kolenkalksteen bevatten waren hoopgevend. Dumont zag argumenten voor de stelling dat het Limburgs bekken een noordelijke afbuiging was van de steenkoollagen die eerder in het Nederlandse Kerkrade waren ontdekt en besloot in Limburg verder te zoeken.
Discussies met andere geologen volgden over de plaats waar precies moest worden geboord. Louis Jourdain stelde voor in As te boren, Dumont echter startte zijn werkzaamheden in Elen op 16 december 1898. Het afbreken van de boorkop in december 1900 op een diepte van 878,5 m maakte een einde aan deze poging; de opgerichte maatschappij ging in 1901 failliet.

### De succesvolle boring
Een aantal aandeelhouders van de gefailleerde onderneming verzamelde opnieuw 100.000 BEF onder het voorzitterschap van Jourdain. Dumont werd verplicht op de eerder door Jourdain aangewezen locatie te boren: As. Dumont startte op 1 juni 1901 en vond daar in de nacht van 1 op 2 augustus 1901 een eerste steenkoollaag op een diepte van 541 m.
Weken van scepticisme volgden en de schampere opmerking dat het om bruinkool ging. Het bleken felgezochte vetkolen te zijn met een hoog gasgehalte. België voerde bij het begin van de 20e eeuw 30% van de benodigde vetkolen voor de industrie in.
Een boring in Rotem, 2,5 km ten zuiden van de eerste poging van Dumont en een latere boring in Elen (boring 100), 4 km ten noordoosten ervan en verder geologisch onderzoek toonden aan dat Dumont veel geluk heeft gehad. Amper 1 km ten noorden van zijn eerste boring duikt de steenkoollaag door een diepe afschuiving van het carboon naar beneden. Boring 100 had pas steenkool op een diepte van 2000 m opgeleverd. Ontginning op deze diepte is onmogelijk omwille van de stijging van de temperatuur naarmate men dieper in de ondergrond afdaalt (4,34°C per 100 m). Op 1200 m diepte heerst een natuurlijke temperatuur van 45°C.
De ontdekking van het Kempens steenkoolbekken veroorzaakte een stormloop op het gebied. 63 boringen werden uitgevoerd vóór 1 augustus 1903 door firma's die op zoek waren naar lucratieve investeringen. Concessievergunningen of uitbatingsrechten die moesten vergezeld zijn van een verslag van vruchtbare prospectieboringen werden aangevraagd waarbij de Belgische staat vasthield aan het principe van privé-uitbating. 42 ingediende aanvragen einde 1905 bleken elkaars gebieden gedeeltelijk te overlappen. Dat werd door de concessiehouders opgelost door gedeeltelijk samen te smelten in nieuw opgerichte naamloze vennootschappen om zo het nodige kapitaal bij elkaar te krijgen. 10 concessies werden goedgekeurd tussen 1 augustus 1906 en 6 november 1911. Reservegebieden A, B en C werden aan de Staat toegewezen.

## De concessies

### De zeven mijnzetels
Uiteindelijk leidde dit tot de exploitatie van de steenkool door zeven koolmijnen of Kempense mijnzetels die steeds uit twee schachten bestond:
- de steenkoolmijn van Beringen te Beringen, productie vanaf 1922 tot 1989
- de steenkoolmijn Limburg-Maas te Eisden, productie vanaf 1923 tot 1987
- de steenkoolmijn van Houthalen te Houthalen, productie vanaf 1938-1939 (fusioneerde in 1964 met Zolder) tot 1992
- de steenkoolmijn André Dumont te Waterschei, productie vanaf 1924 tot 1987
- de steenkoolmijn van Winterslag te Winterslag, productie vanaf 1917 tot 1988
- de steenkoolmijn van Zolder te Zolder, productie vanaf 1930 en sluiting als laatste Belgische mijn op 30 september 1992.
- de steenkoolmijn Les Liégeois te Zwartberg, productie vanaf 1925 tot 1966

Al deze mijnen gebruikten het Koepesysteem voor het transport in de hoofdschachten.

### Twee concessies zonder uitbating

#### Oostham-Kwaadmechelen
Eén firma, de Kempische Vennootschap tot Bevordering van Mijnnijverheid (K.V.B.M.) kreeg na een succesvolle boring in 1912 een concessie toegewezen in 1924 onder de naam Oostham-Quaedmechelen (3640 hectare). Verdere boringen in 1931 om de uitbatingszetel te bepalen gaven slechte resultaten zodat men van ontginning afzag. Vanaf 1957 pachtte de mijn van Beringen 705 hectare van K.V.B.M. waarvoor ze een pachtvergoeding ontving van 1,5 % op de nettowaarde van de productie. K.V.B.M. was daarmee de enige privé-firma die winst maakte in de steenkoolontginning zonder ooit een schacht te hebben afgediept.

#### Neeroeteren-Rotem
Alhoewel in deze streek reeds vanaf 1904 werd geboord, maar dan naar haliet, omwille van gelijkaardige vondsten in het Ruhrbekken, was het een boring in juli 1939 in de Schootshei te Rotem die op 622 m op de rijkste steenkoollagen van het bekken stootte. De hoeveelheid steenkool werd op 500 miljoen ton geschat. Na de Tweede Wereldoorlog, in oktober 1947 werd deze concessie toegekend. België had op dat ogenblik een tekort aan steenkool (de zogenaamde kolenslag). De N.V. Kredietbank superviseerde de ontginningsmaatschappij Steenkolenmijn van Noord-Oost Limburg. De internationale kolencrisis van 1958 en de zeer gasrijke kolen waren redenen om niet met exploitatie te beginnen. Het werd opnieuw overwogen na boringen van de Geologische dienst tussen 1980 en 1985, zonder resultaat anno 2009.

## De mijnwerkers

### Afkomst
Heel wat Kempense families die in de 19e eeuw naar Duitsland waren uitgeweken, op zoek naar werk, keerden naar de Kempen terug met de hoop via de ontdekte steenkool als mijnwerker in hun streek opnieuw werk te vinden. Limburgers waren aanvankelijk niet erg geïnteresseerd om in de mijn te werken als ze al werk hadden. Limburg had toen ook te weinig inwoners om het aantal arbeiders te leveren. In Midden-Limburg woonden rond 1900 ongeveer 9.800 mensen. Genk was het grootste dorp met 2.537 inwoners, gevolgd door Zolder (2.162), Beringen (1.520), Houthalen (1.438) en Eisden (604). Winterslag, Waterschei en zeker Zwartberg waren zo goed als onbewoond. Men had ettelijke duizenden arbeiders nodig per mijnzetel en was dus verplicht om elders werkkrachten te zoeken. Ingenieurs en specialisten waren voor het overgrote deel afkomstig uit Wallonië. Pendelarbeiders uit de streek rond Diest, Scherpenheuvel, Aarschot en Rillaar werden aangetrokken.
In 1922 werkten er amper 157 niet-Belgen in de Limburgse mijnen. Het waren allemaal Europeanen. In 1927 steeg dat cijfer tot 4486 waaronder 96 Noord-Afrikanen om in 1930 te stijgen tot 5672. In totaal werkten er in 1930 21.553 werknemers in het Kempens steenkoolbekken.
Men probeerde mijnwerkers te lokken door hen een moderne woning tegen een voordelige huurprijs aan te bieden, voorzien van een voor die tijd niet alledaags comfort zoals elektriciteit en water. Verloor de man zijn werk dan moest hij ook zijn woning verlaten. Het loon van een mijnwerker (voor 10 shiften) werd om de 15 dagen cash uitbetaald. Dit loon werd in het dialect van de Mijnstreek 'kazem' genoemd, een Frans leenwoord dat is afgeleid van 'une quinzaine', dat in het Frans ‘vijftiendaagse’ betekent. Het loon van een ondergrondse arbeider was relatief aantrekkelijk, maar was dan ook de vergoeding en compensatie voor de gezondheids- en veiligheidsrisico’s die inherent waren aan de ondergrondse arbeid. De kompels konden de hoogte van hun loon gedeeltelijk zelf bepalen. Nachtdiensten, weekenddiensten, maar ook het meest gevaarlijke werk, zoals montage, zorgde voor een loonbriefje dat vaak dat van bedienden boven de grond overtrof. Naast hun loon ontvingen de mijnwerkers ook betaald verlof. Naarmate de lonen in andere sectoren stegen (vanaf de jaren ’60), werd het steeds moeilijker om personeel te blijven vinden en begon men steeds meer immigranten aan te trekken.

### Risico's
Mijnwerkers stonden bloot aan de gevaren van grauwvuur, mijngas, instortingen en beroepsziekten zoals mijnwerkers-pneumoconiose en silicose (mijnwerkerslongen, stoflongen), mijnwerkers-nystagmus (oogsidderen) veroorzaakt door infecties met mijnworm, kruipknieën, diverse rugklachten en hernia inguinalis (liesbreuken). Om onderzoek mogelijk te maken en de ziekten te bestrijden richtten de Limburgse mijnen in 1957 het Sint-Barbaraziekenhuis op in Lanaken. Begin jaren 1970 had het ziekenhuis constant 150 mijnwerkers in behandeling met stoflongen. Onderzoek en behandeling waren nog ondermaats. Sterke kerels schrompelden in elkaar en hadden zuurstofmaskers nodig. Ze konden zich nog amper verplaatsen van hun bed naar het toilet en velen die hun leed niet meer aankonden pleegden zelfmoord.

### De tuinwijken
De steenkoolmijnen namen ook de taak op zich om woningen te bouwen voor hun kaderpersoneel, bedienden en arbeiders. Tuinwijken zoals Meulenberg, lokaal cités genoemd, met hun mijnkathedraal, scholen, winkels en casino werden volgens de meest moderne maatstaven van die tijd in een groen kader ingeplant.
Iedere tuinwijk had zijn eigen regiedienst. Technici en arbeiders stonden in voor het onderhoud van de gebouwen, de plantsoenen, de wegen en het snoeien van de bomen. Als een bewoner een probleem had met de waterleiding of het sanitair, dan volstond een simpele melding om het probleem opgelost te zien. De gardes (toezichters) zorgden dan weer dat alle voorschriften qua onderhoud van de eigen tuin, de haag voor de woning en dergelijke werden nageleefd. De man met het uniform en de dienstpet waakte ook over de kinderen. Baldadigheden werden bestraft met een geldboete voor hun vader.
Na de sluiting van de mijnen dreigden ook een aantal tuinwijken te worden verwaarloosd door ontvolking, maar begin 21e eeuw zijn sommige tuinwijken een hype geworden. De aanplantingen van de jaren 1950 zijn nu volwassen geworden. Jonge gezinnen vinden er voor (relatief) weinig geld een ruime woning (vaak door het samenvoegen van twee belendende woningen); ook kunstenaars en gastarbeiders van de derde of zelfs vierde generatie, inmiddels helemaal geïntegreerd, vinden er een culturele mix. Ook de aanleg van de wijk zelf, die uitnodigt tot gemeenschappelijk gebruik van pleinen en binnentuinen, trekt een nieuw publiek.

## Kolenslag en de Limburgse mijnen als smeltkroes
Tijdens de Tweede Wereldoorlog bleven de steenkoolmijnen draaien maar de productie verminderde tot een kwart van het vooroorlogs niveau. De Duitsers trachtten via het tewerkstellen van onder meer Russische krijgsgevangenen de steenkoolproductie op peil te houden. 
Na het einde van de oorlog werd er een beleid gevoerd om de steenkoolproductie op te voeren en zo de basis te leggen voor een economische heropbouw. Daar werd de naam Kolenslag aan gekoppeld. Een knelpunt was het aantrekken van extra arbeidskrachten voor het onveilige en ongezonde werk in de ondergrond. Belgen die tijdens de oorlog in de mijn hadden gewerkt om te ontsnappen aan mobilisatie en later aan verplichte tewerkstelling in Duitsland, verlieten massaal de mijn. De voordelen die werden aangeboden en die later werden opgenomen in het mijnwerkersstatuut zoals goedkope bouwleningen, gratis treintickets, gratis kolen en pensioen na 30 jaar ondergrondse arbeid (vanaf 1975 25 jaar) konden het afhaken van een aantal Belgen niet verhinderen. 
De toenmalige premier Achiel Van Acker probeerde dit probleem op te lossen door krijgsgevangen Duitsers verplicht te werk te stellen. In de zeven Limburgse mijnen werkten op zeker ogenblik 14 000 Duitse soldaten. Vanaf 1946 was dat ook het lot van een aantal collaborateurs van onder de oorlog werden verplicht tewerkgesteld in de mijnen. Bevrijde buitenlandse dwangarbeiders uit Duitse kampen, vooral Polen en Oekraïners, op de vlucht voor de Russen en niet bereid om terug te keren naar hun vaderland, werden geronseld om in België te blijven als mijnwerkers. De krijgsgevangenen werden vanaf 1947 in vrijheid gesteld.
Om het nijpend probleem van het gebrek aan mankracht op te lossen ging men op zoek naar gastarbeiders.  Er werd een akkoord afgesloten met Italië dat 50.000 jonge arbeiders ter beschikking in ruil voor de levering van enkele miljoenen ton steenkool. Per trein kwamen de Italianen  naar Luik of Hasselt en reisden dan verder met autocars naar hun werkplaats: 3000 in 1947, 8000 in 1948. 
De houten barakken van Duitse kampen voor dwangarbeiders werden gebruikt om de buitenlandse mijnwerkers in onder te brengen. In snel tempo werden er in de mijngemeenten Kolenslagwijken bijgebouwd waarbij de woonkwaliteit minder aandacht kreeg dan in de tuinwijken gebouwd bij het begin van mijnactiviteit in de jaren 1920 en 1930. Na de Mijnramp van Marcinelle in 1956 waarbij 262 mijnwerkers omkwamen waaronder 136 Italianen steunde de Italiaanse regering niet langer de tewerkstelling in België. België ging toen gastarbeiders rekruteren in andere landen: aanvankelijk in Spanje en Griekenland en in de vanaf 1963 vooral in Marokko en Turkije.
In de mijnen werd ingezet op productieontwikkeling door verhoogde mechanisering van het ontginningswerk.

## Eerste sluiting en oprichting KS
Na het hoogste jaar productiecijfers in 1956 brak er in 1958 een kolencrisis uit door een overaanbod op de internationale markt en werden er door de Europese Gemeenschap voor Kolen en Staal (EGKS) productiebeperkingen opgelegd. De steenkoolmijnen werden verlieslatend en de overheid moest bijspringen. In 1964 moest Houthalen fusioneren met Zolder. In 1966 werd de goed presterende mijn van Zwartberg gesloten na zwaar mijnwerkersverzet waarbij twee doden vielen. 
In 1967 werd de NV Kempense Steenkolenmijnen (KS) opgericht met de overheid als enige aandeelhouder. Daarin werd de kolenwinning in de zes resterende, verlieslatende mijnmaatschappijen van de Limburgse Kempen samengebracht. De overheid staat garant om  jaarlijks de verliezen bij te passen.

## Naar het einde van de steenkoolproductie in het Kempens Bekken
In de jaren 1980 werkten er nog ruim 18.000 mijnwerkers in de Limburgse mijnen maar de rendabiliteit van mijnen was slecht, zonder uitzicht op verbetering. De verliezen namen toe tot omgerekend 400 miljoen euro per jaar en dat bleek budgettair niet meer houdbaar. De regering die kampte met zware begrotingstekorten wilde de subsidiekraan dichtdraaien. 
In 1986 werd Thyl Gheyselinck aangesteld als crisismanager om de Kempense Steenkoolmijnen te saneren en te herstructureren. In december 1986 stelde Gheyselinck zijn herstructureringsplan voor om de oostelijke mijnen Eisden, Waterschei en Winterslag op korte termijn te sluiten en de activiteit in de westelijke mijnen Zolder en Beringen tegen 1996 te sluiten. Daarin werd enveloppe voorzien van 99 miljard frank (± 3,7 miljard euro in 2022), waarvan het grootste gedeelde bestemd was om de exploitatieverliezen van de langer openblijvende westelijke mijnen te delgen en rest voor de ontslagvergoedingen voor de mijnwerkers, maar gedeeltelijk ook voor reconversie met nieuwe economische perspectieven voor de streek. Op 31 december 1986 keurde de regering-Martens VI plan-Gheyselinck goed. 
Er werd een Toekomstplan voor Limburg afgesproken door de verschillende overheden om de gevolgen van de aangekondigde mijnsluitingen en daaraan gekoppelde afdankingen op te vangen. De doelstelling was om het werkloosheidscijfer in Limburg binnen de 10 jaar terug te dringen tot het gemiddelde van de rest van Vlaanderen. Als instrument daarvoor wordt in 1987 de Limburgse Investeringsmaatschappij (LIM) opgericht voor de financiering van reconversieprojecten.  
De mijn van Waterschei ging als eerste dicht op 10 september 1987. Winterslag  en Eisden volgden.
De mijnwerkers konden kiezen tussen verschillende riante ontslagpremies en pensioenregelingen. Meer mijnwerkers dan verwacht verkozen de mijnen in korte tijd te verlaten. Van de 28 miljard frank voorzien voor de sluiting van de oostelijke mijnen kon er daardoor 11 miljard frank overgehouden worden. Die kon besteed worden aan reconversieprojecten.
Al vlug zag Gheyselinck dat het weinig zin had om de westelijke mijnen langer open te houden en daaraan de overige 71 miljard frank te besteden. In de lente van 1989 stemde de Vlaamse regering in met zijn voorstel om ook de mijnen van Beringen en Zolder vervroegd te sluiten. De westelijke mijnwerkers, die regelmatig acties en betogingen hielden tegen de plannen, konden daarvoor een gunstiger regeling afdwingen dan hun oostelijke collega’s.
De mijn van Zolder sloot op 29 september 1992 en daarmee de laatste Limburgse en Belgische mijn. Dat was 75 jaar nadat in 1917 de eerste Limburgse steenkool in Winterslag werd bovengehaald. 
In de productieperiode 1917-1992 werd in het Kempens bekken 441 miljoen ton steenkool gewonnen. In Wallonië werd in dezelfde periode 950 miljoen ton opgehaald. De hoogste tewerkstelling in de Kempische mijnen werd gemeten in 1948 met 44.060 mijnwerkers. De hoogste jaarproductie was in 1956 met 10,468 miljoen ton. De 7 Limburgse mijnen zorgden toen voor 35,5% van de Belgische steenkoolproductie.

## Reconversieperikelen
Met het geld dat overbleef door de versnelde sluiting kon Gheyselinck projecten starten en ondersteunen om de zwaar geteisterde provincie Limburg er economisch opnieuw bovenop te helpen. De mijnterreinen die nog het bezit waren van oorspronkelijke vennootschappen werden aangekocht om ruimte te hebben voor de reconversieprojecten.
Met het reconversiegeld werd weinig zorgvuldig omgesprongen. Er waren miljoeninvesteringen die tot niets leidden. Voor de tewerkstelling van mijnwerkers dacht men aan bouwactiviteiten waarvoor een befaamde bouwonderneming veel te duur werd overgenomen om naar Limburg te halen en waarvan niets terecht kwam. Er was de Superclub-KS-affaire waarbij er werd geïnvesteerd in videobedrijf Super-Club, die beloofde dat er op KS-gronden een filmstudio zou komen, wat eindigde op een proces rond al dan niet frauduleuze besteding van overheidsmiddelen. En er waren nog faillissementen en participaties die veel te duur betaald bleken. 
Het grootste plan was het ERC-project om op de terreinen in Waterschei een gigantische recreatief, toeristisch park te realiseren. Later werden dat de plannen voor een iets bescheidener Fenix-vakantiepark. Buiten kostelijke onderzoeks- en ontwerpstudies werd daar niets van gerealiseerd. Er werd enkel een nieuw stadion gebouwd voor voetbalploeg KRC Genk, de club die ontstond uit de fusie van  Thor Waterschei en KFC Winterslag op initiatief van Thyl Gheyselinck en die financieel ondersteund werd met reconversiegeld. Dat stadion werd aanvankelijk Thyl Gheyselinckstadion genoemd en later Fenix Stadion
Na een stroom van onthullingen over verspillingen en wanbeheer richtte het Vlaams parlement in 1993 een onderzoekscommissie op om de besteding van de KS-gelden door te lichten. Als conclusie werd de reconversiestructuur hertekend. NV Kempense Steenkoolmijnen werd de NV Mijnen die zich tot 1996 nog enkel mocht bezighouden met de afwikkeling van het mijnverleden: de personeelsverplichtingen, de mijngebouwen, bodemsanering en mijnschade. NV Mijnen is ondertussen uitgegroeid tot een investeringsvennootschap en het is dochtervennootschap NV Mijnschade en Bemaling Limburg Mijngebied (MBLM) die zich bezighoudt met de schade aan woningen door mijnverzakkingen en grondwaterbemaling. In 1994 werd NV Limburgse Reconversiemaatschappij opgericht - de moedermaatschappij van de NV Mijnen – als centrale reconversiemaatschappij in Limburg waarin die de reconversie- en diversificatieactiviteiten van de KS overnam alsook de financieringen van de Limburgse Investeringsmaatschappij.

## Herbestemming van mijnterreinen en gebouwen

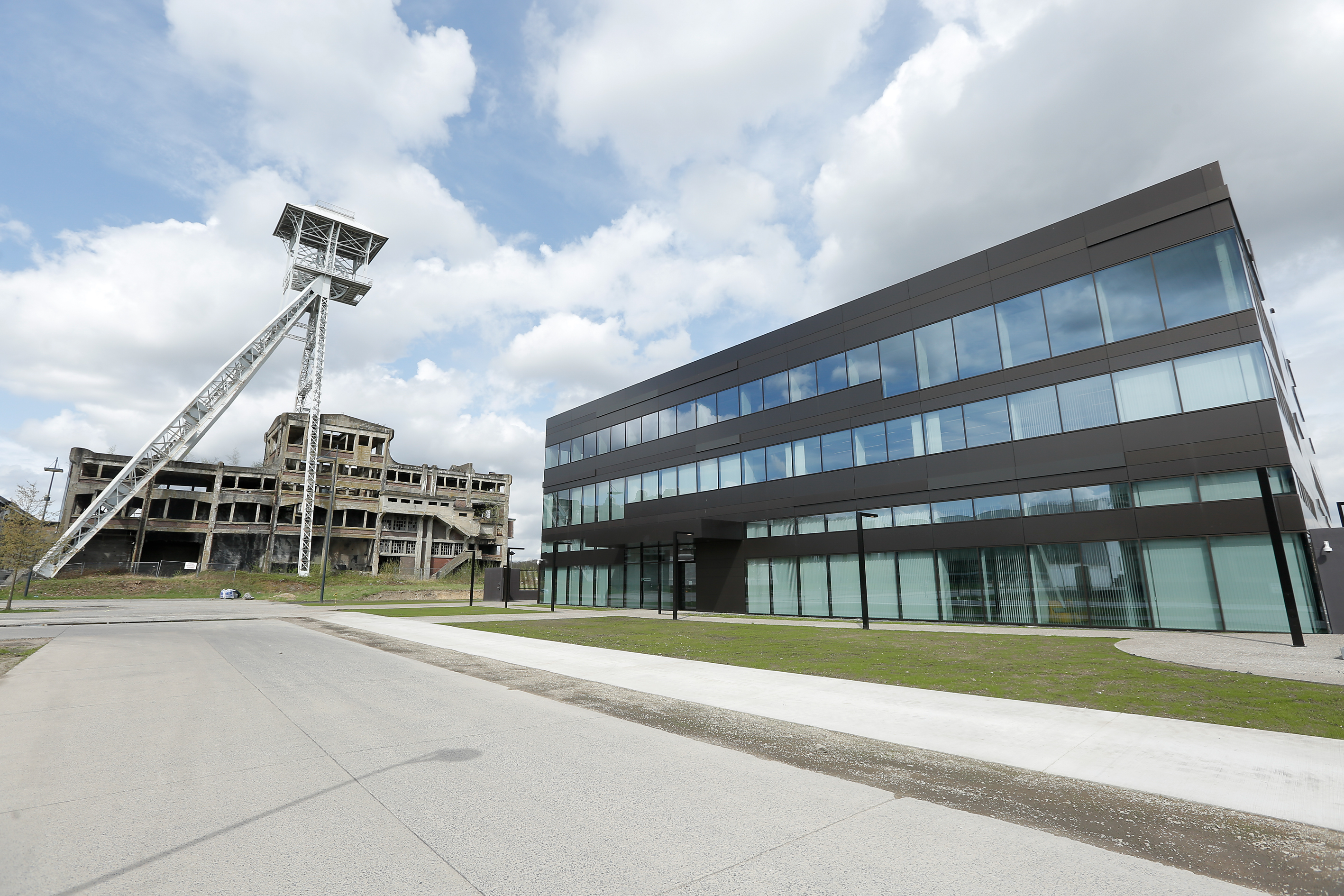
EnergyVille in Waterschei

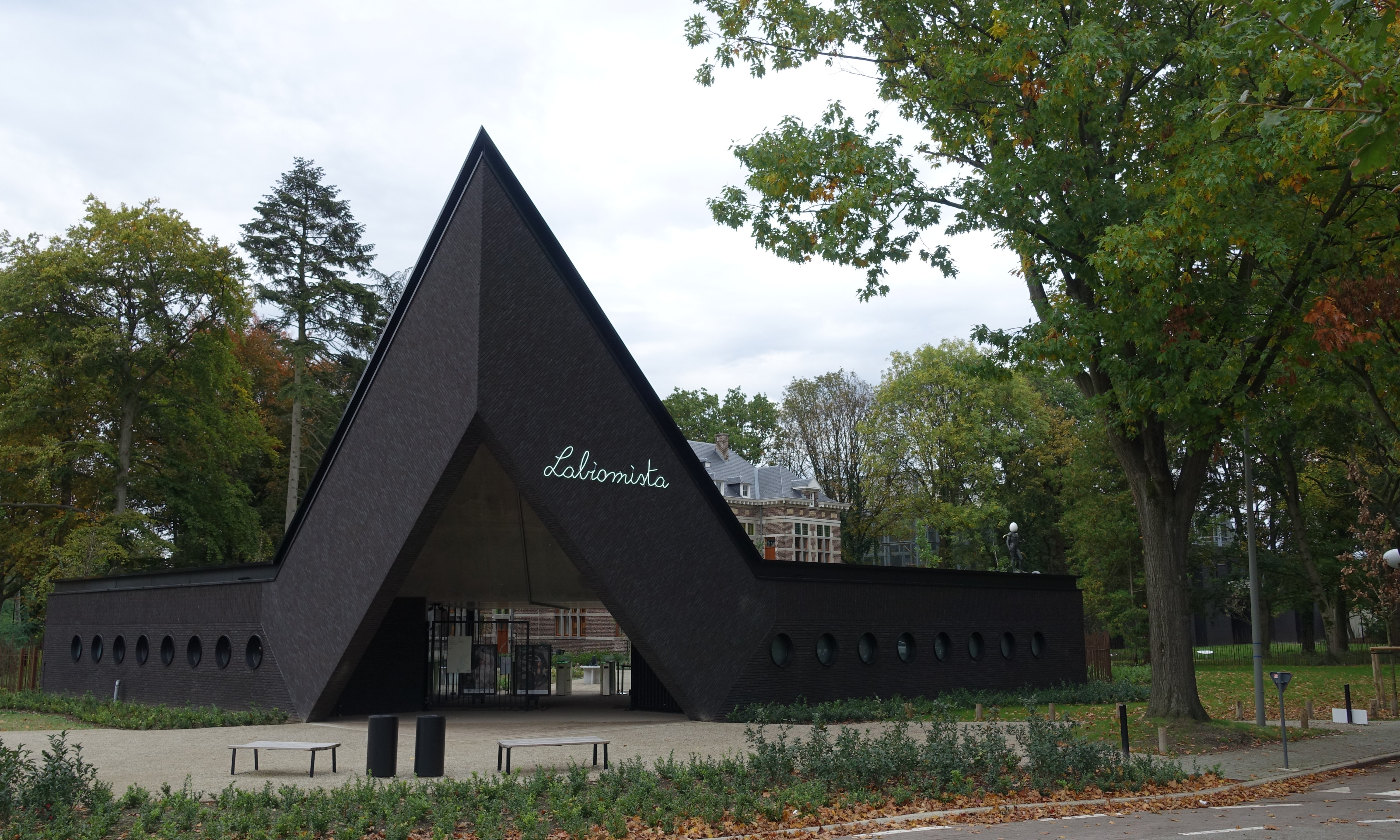
Ingang van Labiomista Zwartberg met de directeurswoning op de achtergrond

- Op de terreinen van de steenkoolmijn van Beringen is het Vlaams Mijnmuseum ingericht. Van de site te Beringen omgedoopt tot Be-Mine zijn bijna alle gebouwen bewaard en beschermd. Het is de best bewaarde mijnsite van Europa.
- In de gerestaureerde gebouwen van de Steenkoolmijn van Zolder kwam een Centrum voor Duurzaam Bouwen, een Centrum voor Volwassenenonderwijs, een cultureel centrum en een onderkomen voor veel bedrijven.
- Het voormalige hoofdgebouw van de KS in Houthalen werd Greenville voor en over ecologisch ondernemen.
- Waterschei huisvest onder meer de technologiecampus Thor Park, het onderzoekscentrum EnergyVille en Thor Central evenementencentrum.
- C-Mine in Winterslag bestaat uit een cultureel centrum, filmzalen, restaurants, een hogeschool, een incubator en enkele innovatieve bedrijven.
- Op en rond het voormalige mijnterrein van Eisden vinden we het merkendorp Maasmechelen Village, een bioscoopcomplex, een luxehotel, het recreatiepark Ter Hills en de toegangspoort naar natuurpark Connecterra.
- In Zwartberg, dat al in 1966 dichtging, is er het kunstproject LaBiomista van Koen Vanmechelen in en rond de voormalige directeurswoning. In het vroegere kantoorgebouw kwam de politie- en brandweerschool. Voor het overige is voormalige mijnterrein volgebouwd als KMO-zone.